# Nonilfenol
Nonilfenóis são compostos orgânicos da grande família dos alquilfenóis. São produtos da síntese industrial formados durante o processo de alquilação de fenóis, particularmente na síntese de detergentes polietoxilados. Por causa de suas origens sintéticas artificiais (apenas produzido pela ação humana), nonilfenóis são classificados como xenobióticos e considerados como poluentes.